# R-360 Neptun
R-360 Neptun (ukrajinsko Р-360 Нептун) je ukrajinska manevrirna raketa, ki jo je razvil konstrukcijski biro Luč, primarno kot protiladijsko raketo.
Raketa temelji na sovjetski protiladijski raketi H-35, pri čemer ima raketa Neptun bistveno izboljšan doseg in elektronske sisteme. Sistemska zahteva pri razvoju je bila, da ena sama raketa uniči bojno ladjo ali transportno plovilo z izpodrivom do 5.000 ton, bodisi v konvoju, bodisi posamezno.
Prvo vadbeno raketno baterijo je ukrajinska mornarica pričela uporabljati marca 2021. Prva bojna uporaba je sledila leta 2022. Leta 2023 je bila razvita različica za napade na kopenske cilje, leta 2024 pa različica z dolgim dosegom (do 1000 km), ki je bila prvič uporabljena leta 2025.

## Razvoj
Raketa je bila prvič predstavljena na sejmu Arms and Security, ki je potekal v Kijevu leta 2015.
Po informacijah iz odprtih virov so bili prvi leteči primerki manevrirne rakete izdelani v drugem četrtletju leta 2016. Proizvodnja naprednih raketnih sistemov je potekala v sodelovanju z več ukrajinskimi podjetji, vključno z Artem Luč GAhK, Kharkiv State Aircraft Manufacturing Company, Motor Sič (turboventilatorski motor MS-400), Pivdenmaš, Lviv LORTA, Višnjeve ZhMZ Vizar Kijev, Radionix (iskalec), Arsenal SDP SE (navigacijski sistem) in drugimi. 
Prvi testi raketnega sistema so bili izvedeni 22. marca 2016, udeležil pa se jih je sekretar Sveta za nacionalno varnost in obrambo (NSDC) Oleksandr Turčinov. Sredi leta 2017 so bile rakete Neptun testirane sočasno s testiranjem raketnega sistema Vilha. Za razliko od Vilhe rezultati testov in zmogljivosti Neptuna niso bili objavljeni. Po navedbah tiskovne službe NSDC so prvi uspešni preizkusi raketnega sistema potekali 30. januarja 2018. 17. avgusta 2018 je raketa uspešno zadela tarčo, oddaljeno 100 km, testiranje je potekalo v Odeški oblasti. 6. aprila 2019 je bila raketa ponovno uspešno preizkušena. Po besedah takratnega predsednika Petra Porošenka naj bi bil sistem Neptun ukrajinski vojski dostavljen do decembra 2019.
Po umiku ZDA in Rusije iz pogodbe o jedrskih silah srednjega dosega je Ukrajina objavila, da razmišlja o razvoju manevrirnih raket srednjega dosega.
Ukrajina je z Indonezijo podpisala memorandum o sklenitvi pogodbe za dobavo raket Neptun, mediji so o tem prvič poročali decembra 2020. Po poročanju Defence Express bi lahko Indonezija postala prvi tuji kupec raketnega sistema Neptun.
Marca 2021 je ukrajinska mornarica prevzela prvo vadbeno raketno baterijo RK-360MC Neptun.
Leta 2023 je bil naznanjen razvoj različice za napade na kopenske cilje s podaljšanim dosegom do 360km.
Leta 2024 je bil naznanjen razvoj različice z dosegom do 1000 km, ki je bila poimenovana Dolgi Neptun. Marca 2025 je Volodimir Zelenski naznanil prvo uspešno bojno uporabo nove različice. Dolgi Neptun je izstreljen z istim lanserjem kot navadna različica, ima pa izboljšano vodenje in infrardeči sistem vodenja v zadnjem stadiju leta.

## Uporaba
Med rusko invazijo, 3. aprila 2022, so ukrajinski mediji objavili novico, da so ukrajinske sile poškodovale rusko fregato Admiral Essen. Kasneje je svetovalec urada ukrajinskega predsednika Oleksij Arestovič izjavil, da je rusko fregato zadela manevrirna raketa Neptun. Rusi trditve niso komentirali in ladja je nadaljevala svojo načrtovano misijo.
13. aprila 2022 so ukrajinski mediji objavili novico, da sta rusko križarko Moskva zadeli dve raketi Neptun, kar naj bi povzročilo požar in posledično eksplozijo skladišča streliva na ladji. Rusko obrambno ministrstvo ni navedlo vzroka požara, samo, da je požar povzročil eksplozijo streliva in da je bila posadka v celoti evakuirana. Rusija je poročala, da se ladja kljub požaru ni potopila, ruski državni mediji pa so pozneje poročali, da je ta potonila med vleko v slabem vremenu.
Po besedah Thomasa Shugarta, nekdanjega podmorniškega poveljnika v ameriški mornarici, so križarke Slava "znane po svojem ofenzivnem delovanju in ne po svojih obrambnih sistemih ali sistemih za obvladovanje škode". Moskva je ena izmed dveh velikih vojaških ladij, ki so bile potopljene v boju po drugi svetovni vojni in je zelo podobne velikosti kot ARA General Belgrano, ki je bila potopljena med falklandsko vojno.
Leta 2023 so se predelane verzije rakete začele uporabljati za napade na kopenske cilje. Prva uporaba te modifikacije je bila avgusta 2023, ko je bil z njo uničen kompleks ruske protiletalske obrambe S-400 na okupiranem Krimu, sledilo pa je še več drugih napadov.
V začetku leta 2025 je bila prva bojna uporaba različice dolgega dosega, Dolgi Neptun. Ta je bila uporabljena v napadu na rafinerijo Tuapse marca 2025 in potencialno že januarja v napadu na skladišče brezpilotnih letalnikov v Rostovski oblasti.

## Zasnova
Sistem obalne obrambe Neptun obsega mobilni lanser USPU-360 na tovornjaku, štiri rakete, transportno/polnilno vozilo TZM-360, vozilo za poveljevanje in nadzor RCP-360 in posebno tovorno vozilo. Češki tovornjak Tatra T815-7 je zamenjal prototipno vozilo KrAZ. Sistem je zasnovan za delovanje do 25 km od obale.
Raketa Neptun je vključno z raketnim motorjem dolga 5,05 m njena krila so razporejena v obliki križa. Rakete so zasnovane tako, da se nahajajo v transportnih in lansirnih kontejnerjih (TLC) z dimenzijami 5,30 × 0,60 × 0,60 metra. Sistem ima doseg približno 300 km. Ena raketa tehta 870 kg, bojna glava tehta 150 kg.

## Galerija
- Lansirno vozilo
- Transporter za pretovarjanje z žerjavom
- Prevoz brez žerjava
- Poveljniško vozilo
- Radar Mineral-U
- s postavljenim radarjem
- Prototip nosilnega vozila na osnovi KrAZ-7634
- Prototip nakladalnega vozila KrAZ-6322
- Prototip poveljniškega vozila
- Notranjost prototipa poveljniškega vozila
- Prototipni lanser s podpornimi vozili
- Preskus (2019)